# Melanchthon-Gymnasium Berlin

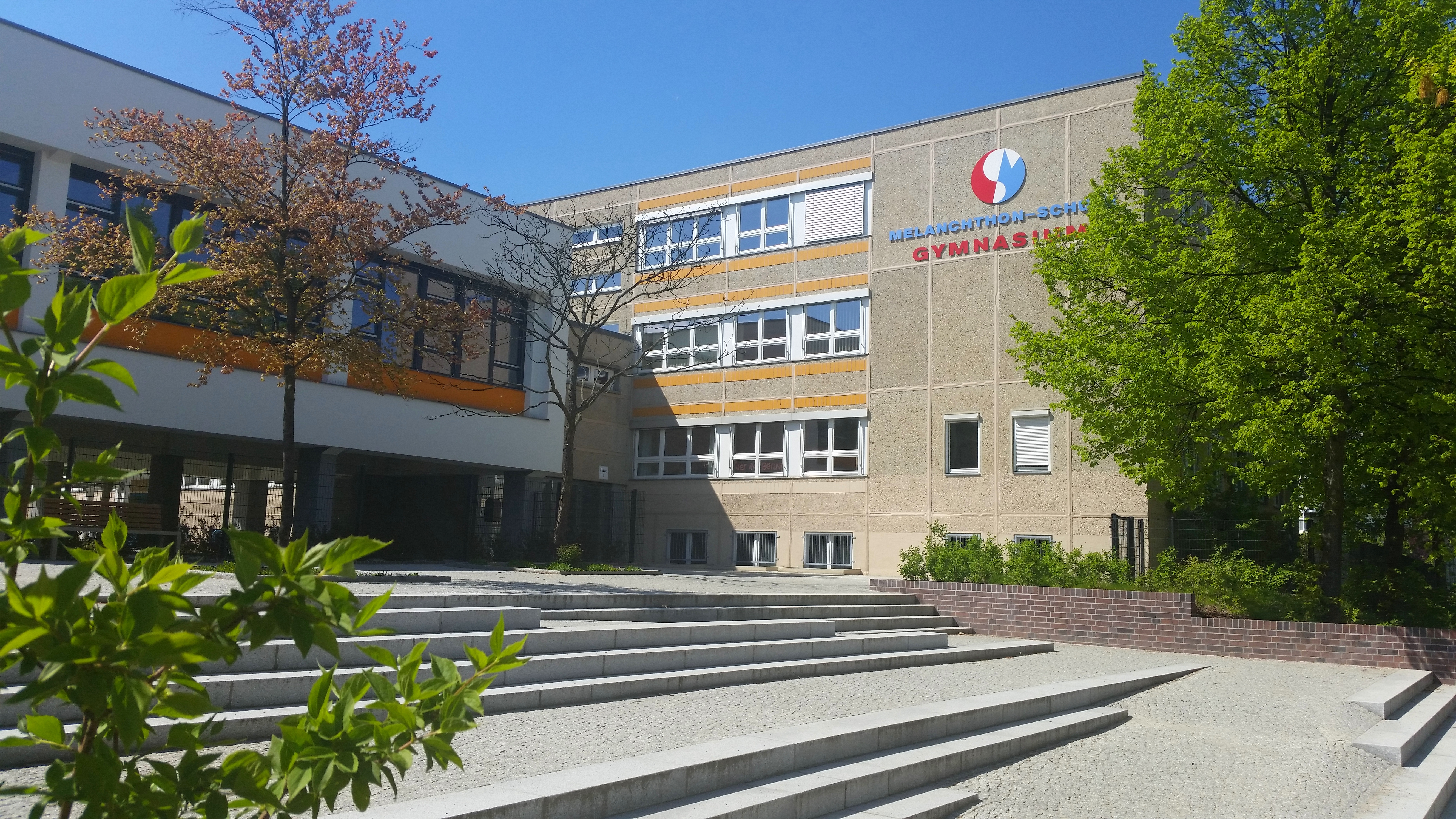
Melanchthon-Gymnasium, Haupteingang (Aula nach der Sanierung und Haus 1)

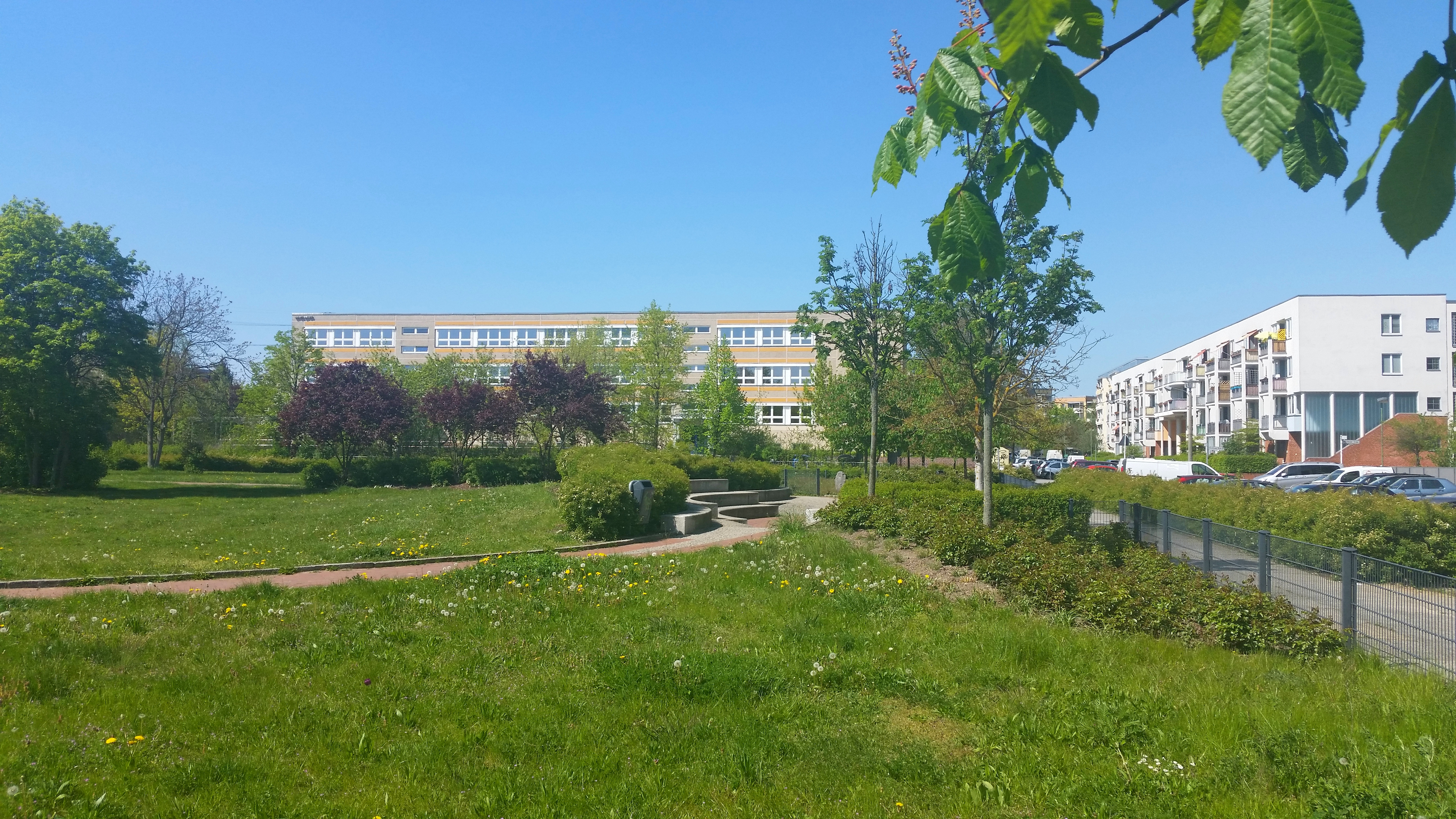
Melanchthon-Gymnasium, Blick auf Haus 2

Das Melanchthon-Gymnasium ist ein Gymnasium im Berliner Ortsteil Hellersdorf des Bezirks Marzahn-Hellersdorf. Namensgeber der Schule ist der Philologe, Philosoph, Humanist, Theologe, Lehrbuchautor und Dichter Philipp Melanchthon.
Das Melanchthon-Gymnasium entstand 2008 am Standort der Leonard-Bernstein-Oberschule aus der Fusion mit dem Max-Reinhardt-Gymnasium und trug als Arbeitstitel zunächst den Namen Das Neue Gymnasium. 2009 bekam die Schule den Namen Melanchthon-Schule (Gymnasium), der im Jahr 2013 auf Melanchthon-Gymnasium gekürzt wurde.

## Lage
Das Melanchthon-Gymnasium befindet sich in der Adele-Sandrock-Straße 75 in einem ruhigen und grünen Teil des Bezirks am Rande von Naturschutzgebieten. Fußläufig zu erreichen ist der U-Bahnhof Louis-Lewin-Straße (Linie U5, Bus 195) sowie die Bushaltestellen Schwarzheider Straße und Branitzer Straße (Linie 195) an der Louis-Lewin-Straße. Des Weiteren ist die Straßenbahnhaltestelle Jenaer Straße (Linien 18 und M6) ebenfalls mit einem kurzen Fußweg zur Riesaer Straße zu erreichen.

## Schulprofil und Besonderheiten

### Studien- und Berufsorientierung
Das Melanchthon-Gymnasium erhielt am 17. September 2014 als eine von zehn Berliner Schulen die Auszeichnung für die exzellente berufliche Orientierung, die seit Jahren fester Bestandteil des Alltags des Gymnasiums ist. Die Studien- und Berufsorientierung (kurz: StuBe) zieht sich durch nahezu alle Jahrgänge der Schule: Angefangen mit der 9. Klasse mit dem Berufswahlunterricht und dem Betriebspraktikum bis hin zur 11. Klasse, in der Schüler die Möglichkeit haben, einen Ergänzungskurs StuBe zu besuchen, in dem sie Zeit bekommen, sich mit ihren persönlichen Berufswünschen und -perspektiven auseinanderzusetzen. Zum erfolgreichen Berufsorientierungskonzept des Melanchthon-Gymnasiums sagte die damals kommissarische Stellvertreterin des Schulleiters, Elke Baumann: „Es geht letztendlich um die lebendige, aktive Umsetzung eines Konzeptes – systematisch, praktisch, nachhaltig und erfolgsorientiert durch alle Klassenstufen“.

### Musikbetonung einer grundständigen 5. Klasse
Jedes Schuljahr werden sogenannte Musikprofilklassen gebildet, in denen Schüler ab der 5. Klasse eine besondere musikalische Ausbildung erhalten und in denen bereits vorhandene musikalische Talente gefördert werden. Zu den Besonderheiten dieser Klassen gehören vier Stunden Musikunterricht in der Woche und eine Gesangs- und Instrumentalausbildung. Zusätzlich können sich die Schüler aller Klassen in ihrer Freizeit musikalisch betätigen, Möglichkeiten dafür bieten der Chor, das Orchester, zahlreiche Schülerbands oder die Veranstaltungstechnik AG.

### 5. Klasse mit mathematisch-informationstechnisch-naturwissenschaftlicher Profilierung
Ab dem Schuljahr 2014/2015 wird jährlich neben der musikbetonten auch eine sogenannte „MINT“-Klasse (mathematisch-informationstechnisch-naturwissenschaftlich-technische Profilierung) eröffnet. Interessenten müssen sich einer Aufnahmeprüfung unterziehen. Für das Schuljahr 2014/15 bewarben sich mehr Schüler für die „MINT“-Klasse, als aufgenommen werden konnten. Dies war auch in den folgenden Jahren der Fall.

### 7. Klasse mit mathematisch-informationstechnisch-naturwissenschaftlicher Profilierung
Ab dem Schuljahr 2020/21 wird jährlich neben der musikbetonten und mathematisch-informationstechnisch-naturwissenschaftlicher Profilierung in der 5. Klasse auch eine „MINT“-Klasse (mathematisch-informationstechnisch-naturwissenschaftlich-technische Profilierung) in der 7. Klasse eröffnet. Interessenten müssen sich einer Aufnahmeprüfung unterziehen.

### Fremdsprachen
Durch die Fremdsprachenvielfalt des Melanchthon-Gymnasiums wird den Schülern ermöglicht, als zweite Fremdsprache Spanisch oder Französisch und als dritte Fremdsprache (im Rahmen des Wahlpflichtunterrichtes) Japanisch oder Latein zu wählen. Die zweite Fremdsprache wird in der 7. Klasse nach Möglichkeit in Teilungsgruppen unterrichtet, was den Schülern das Vertrautmachen mit der neuen Sprache erleichtert. Die dritte Fremdsprache wird ab der 9. Klasse klassenübergreifend unterrichtet.

### Naturwissenschaften
Der Unterricht in den Fächern Chemie und Physik wird in der 7. Klasse in Teilungsgruppen erteilt, was den Schülern einen guten Einstieg in diese Fächer ermöglicht. Biologie wird ab der 8. Klasse unterrichtet.

### Wahlpflichtunterricht
Die Schüler des Melanchthon-Gymnasiums haben in der neunten Klasse die Möglichkeit, sich für ein zusätzliches Fach zu entscheiden, zur Wahl stehen in der Regel Informatik, Geografie, Geschichte, Latein, Japanisch und Naturwissenschaften. Um die Schüler auf die Qualifikationsphase (Sekundarstufe II) vorzubereiten, kommt in der 10. Klasse ein weiteres, zweites Wahlpflichtfach hinzu, bei dem sich die Schüler entscheiden können, ihr Wissen in Fächern wie Mathematik, Englisch oder Deutsch zu stärken. Schüler des MINT und des Musikzuges müssen mindestens ein Jahr das entsprechende Fach belegen.

### Sekundarstufe II und Abitur
Die Schüler können für die Sekundarstufe II aus einem breiten Kursangebot wählen:
- Leistungskurse:
  - Deutsch
  - Geschichte
  - Geografie
  - Mathematik (unter Anwendung von DERIVE bzw. eines anderen CAS Computer-Algebra-System)
  - Biologie
  - Physik
  - Chemie
  - Informatik
  - Englisch
  - Latein
  - Kunst
  - Musik
- Grundkurse:
  - Deutsch, Englisch, Französisch, Latein, Spanisch, Japanisch, Politische Weltkunde, Geschichte, Philosophie, Wirtschaftswissenschaften, Geografie, Mathematik, Biologie, Physik, Chemie, Informatik, Kunst, Musik, Darstellendes Spiel, Berufswahlbildung, Sport (Leichtathletik, Gymnastik/Tanz, Schwimmen, Judo, Tischtennis, Badminton, Fußball, Handball, Volleyball, Hockey, Surfen, Ski-Kurs Alpin und Langlauf, Fitness, Kanu/Kajak und Tennis)

Der festliche Abiturball wird Jahr für Jahr von den Abiturienten selbst organisiert, und die Übergabe der Abiturzeugnisse bildet den krönenden Abschluss der Schulzeit eines jeden Abiturienten. Außerdem blicken die Abiturienten gemeinsam auf besonders schöne und eindrucksvolle Momente ihrer Schullaufbahn am Melanchthon-Gymnasium zurück.

### Ausstattung

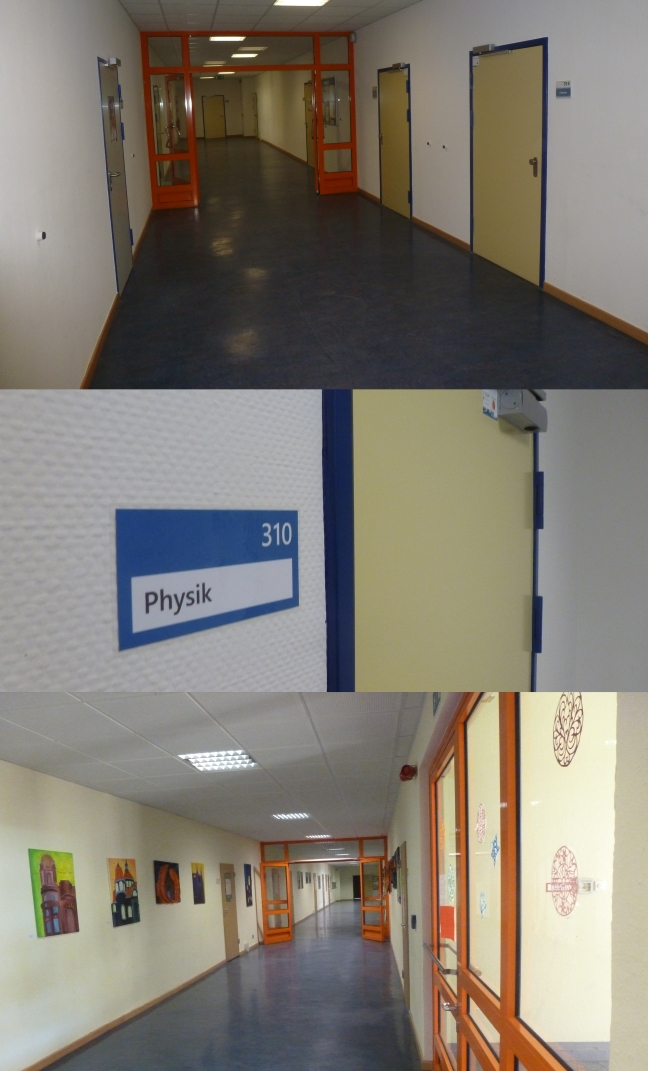
Melanchthon-Gymnasium, Innenansicht zweier Etagen

An der Melanchthon-Schule stehen den Schülern vier Computerräume zur Verfügung. Des Weiteren sind alle Fachräume der Schule mit Videoprojektoren ausgestattet. Im Rahmen des Projektes „Berlin wird kreidefrei“ des eEducation-Masterplans werden in den Fachräumen die herkömmlichen Kreidetafeln nach und nach durch interaktive Whiteboards ersetzt, die einen noch moderneren Unterricht möglich machen. Mittlerweile sind fast 90 % der Unterrichtsräume mit interaktiven Whiteboards ausgestattet.

### Schulorganisation
Seit dem zweiten Halbjahr des Schuljahres 2014/15 verläuft die Schulorganisation computergestützt, was besonders den Schülern des Melanchthon-Gymnasiums zugutekommt. Mit der Software Schulportal365  wird ein Upload der Vertretungspläne, die durch die Schulleitung erstellt werden, sowie ein Upload der Aushänge und aktuellen Mitteilungen ermöglicht. Zudem ermöglicht ein Forum die Kommunikation zwischen Schülern und Lehrern. Das Schulportal kann von allen Schülern und Elternteilen auf einer passwortgeschützten Webseite abgerufen werden. Eine App für das Android-Betriebssystem und IOS ermöglicht zusätzlich die Benachrichtigung bei einer Aktualisierung des Vertretungsplans. Der Vorteil ist, dass alle Informationen auch unterwegs abgerufen werden können. In der Vergangenheit wurden die Vertretungspläne nur in der Schule in Papierform bereitgestellt.
Schüler haben zudem die Möglichkeit, die Aushänge und den Vertretungsplan auf Monitoren im Schulgebäude anzusehen. Lehrern bietet ein Touchscreen-Monitor erweiterte Möglichkeiten der Interaktion mit der Software.

### Veranstaltungen
In jedem Jahresverlauf des Gymnasiums haben viele Veranstaltungen eine feste Tradition. Dazu zählen das Sommer- und Weihnachtskonzert, ein Talenteabend, Theateraufführungen im Rahmen des Unterrichts Darstellendes Spiel, die Lese-Woche, der Rezitatorenwettstreit und Poetry-Slam, der Tag der offenen Tür, das Schulfest, die Melanchthon-Fahrt nach Wittenberg der 5. und 7. Klassen und Schulsportfest (Bundesjugendspiele).
Im Schuljahr 2013/14 wurde erstmals der Wettbewerb Melanchthon-Schulpokal durchgeführt. Hierbei erhalten die Klassen für besondere, auch außerschulische Leistungen einzelner Schüler oder der gesamten Klasse Punkte, die über das Schuljahr gesammelt werden. Der Punktestand kann jederzeit auf der Webseite der Schule eingesehen werden. Am Ende des Schuljahres wird die Klasse mit den meisten Punkten mit dem Wanderpokal und einem Sachpreis geehrt.
Im Juli 2015 fand diese Ehrung zum ersten Mal im Rahmen eines neu ins Leben gerufenen Schulfestes statt, das auch in den folgenden Jahren am Tag vor den Sommerferien von Lehrern und Schülern gestaltet wird und das Schuljahr feierlich abschließen soll.

## Modernisierungsmaßnahmen

### Umbau des Schulhofs 2013–2016

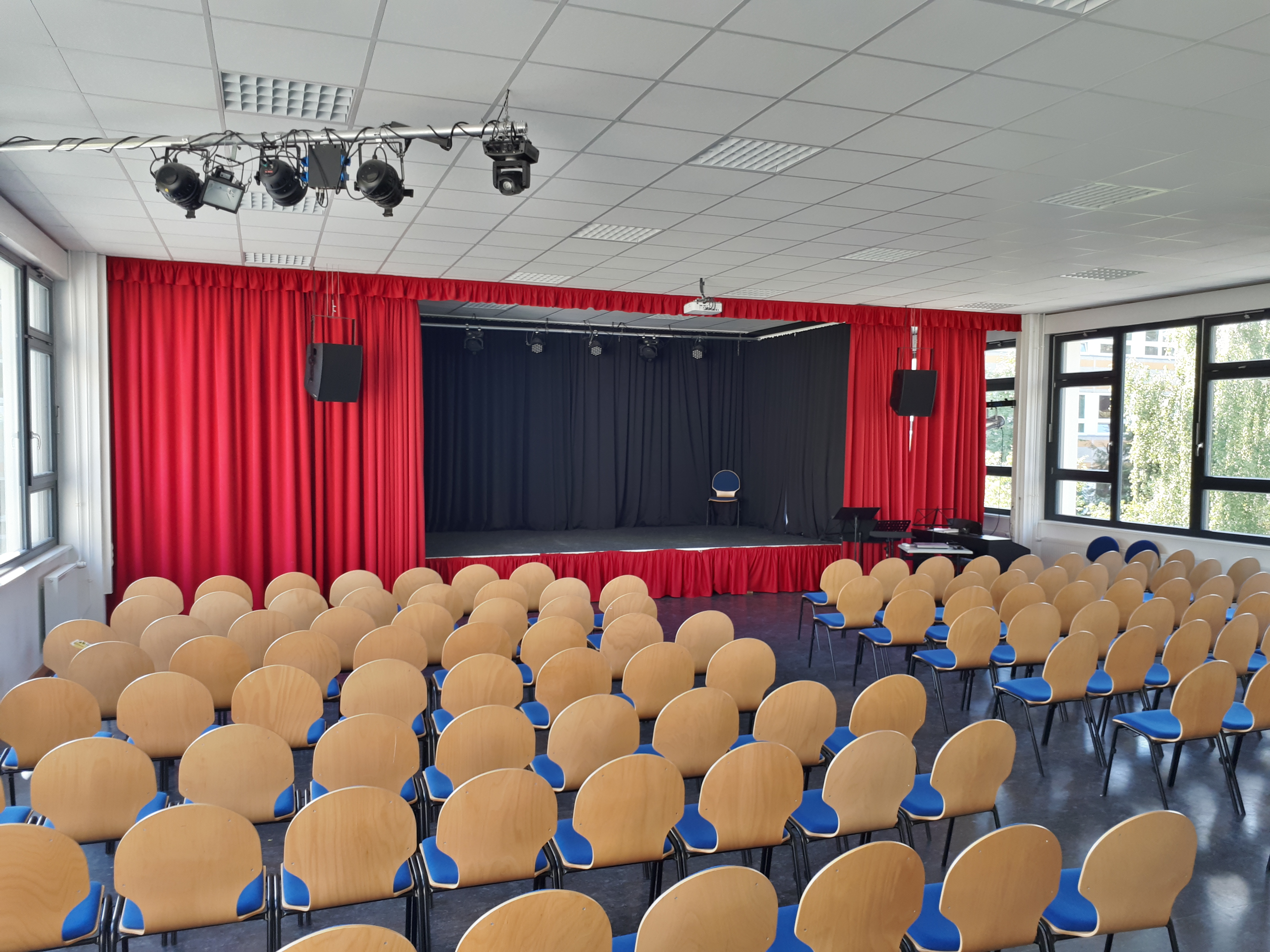
Melanchthon-Gymnasium, Innenansicht der Aula

Nach den Sommerferien 2013 wurde damit begonnen, den Schulhof des Melanchthon-Gymnasiums großzügig umzugestalten. Hierfür standen rund 1,27 Millionen Euro zur Verfügung. Am ersten Schultag des Schuljahres 2014/15 wurde der erste Teil des neuen Schulhofs eröffnet und für die Schülerschaft freigegeben. Dieser Bereich an der Albert-Kuntz-Straße wird durch eine Spiel- und Tobelandschaft auf mehreren Ebenen geprägt, die besonders dem Bewegungsdrang der Schüler jüngerer Jahrgänge gerecht wird. Zudem ist nun ein Beachvolleyballfeld vorhanden.
Die weiteren Teilbereiche wurden vor allem entsiegelt, neu gepflastert und begrünt, um den Aufenthalt auf dem Schulhof attraktiver zu machen. Der Haupteingang des Hauses 1 erhielt zudem ein Foyer. Diese Arbeiten, die auch die Aufstellung neuer Sitzgelegenheiten umfassten, wurden in den Herbstferien 2015 fertiggestellt. Ab diesem Zeitpunkt war wieder der gesamte Schulhof für die Lehrer und Schüler nutzbar.
Im Jahr 2016 wurde eine Glasüberdachung errichtet, die den trockenen Übergang zwischen den Häusern 1 und 2 ermöglicht. Einzelne Seitenelemente dieser Überdachung illustrieren die Lebensgeschichte Melanchthons oder veranschaulichen Zitate des Philosophen.

„Notorisch ist die Undankbarkeit der Schüler. Weit davon entfernt, die Verdienste des Pädagogen einzusehen, meinen sie, niemand mache sich weniger um sie verdient. Keine wesentlich andere Haltung nehmen die Eltern ein. Sie denken nicht daran den Lehrer für die Lernerfolge der Schüler zu loben, machen ihn aber für ihre Mängel verantwortlich.“

### Umfassende Renovierung der Aula 2013–2014
Mit Ende des Schuljahres 2013/14 wurde neben den Arbeiten am Schulhof ein weiteres Bauprojekt in Angriff genommen: die Renovierung der Aula. Im Fokus der Arbeiten stand sowohl eine unter technischen als auch ästhetischen Gesichtspunkten betrachtete Verbesserung der seit 1989 existierenden Aula, die seitdem nicht saniert wurde. Mitte November 2014 wurde das Bauprojekt, das auch die Anbringung einer Fassade einschließt, abgeschlossen und sämtliche Veranstaltungen können nun in modernem Ambiente stattfinden. Im Jahr 2016 erhielt die Aula zusätzlich eine neue Bühne, die mit einem Vorhang ausgestattet ist und so den regelmäßigen Theateraufführungen der Darstellendes-Spiel-Kurse einen angemessenen Rahmen gibt.

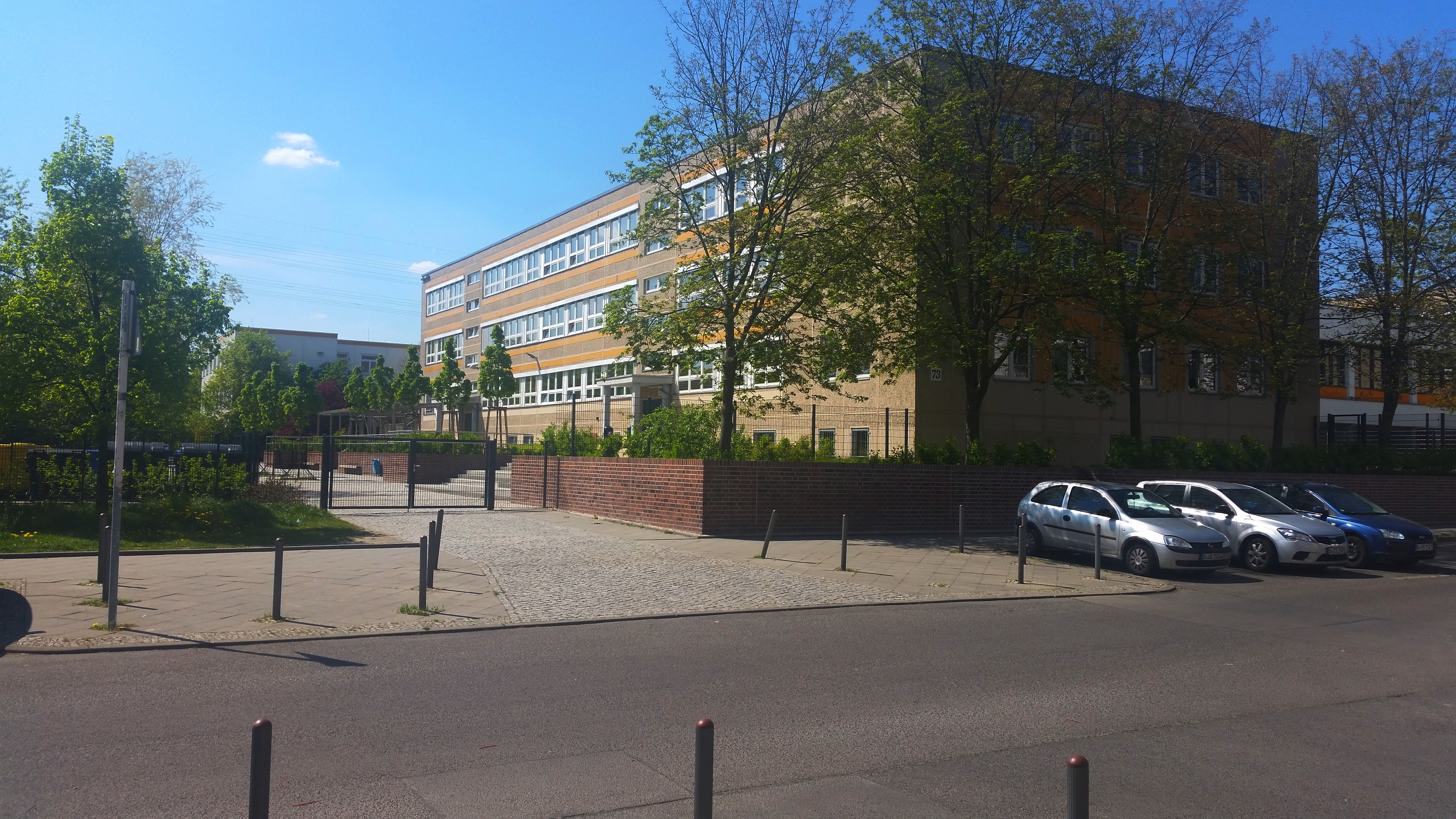
Haus 2 – Blick von der Adele-Sandrock-Straße
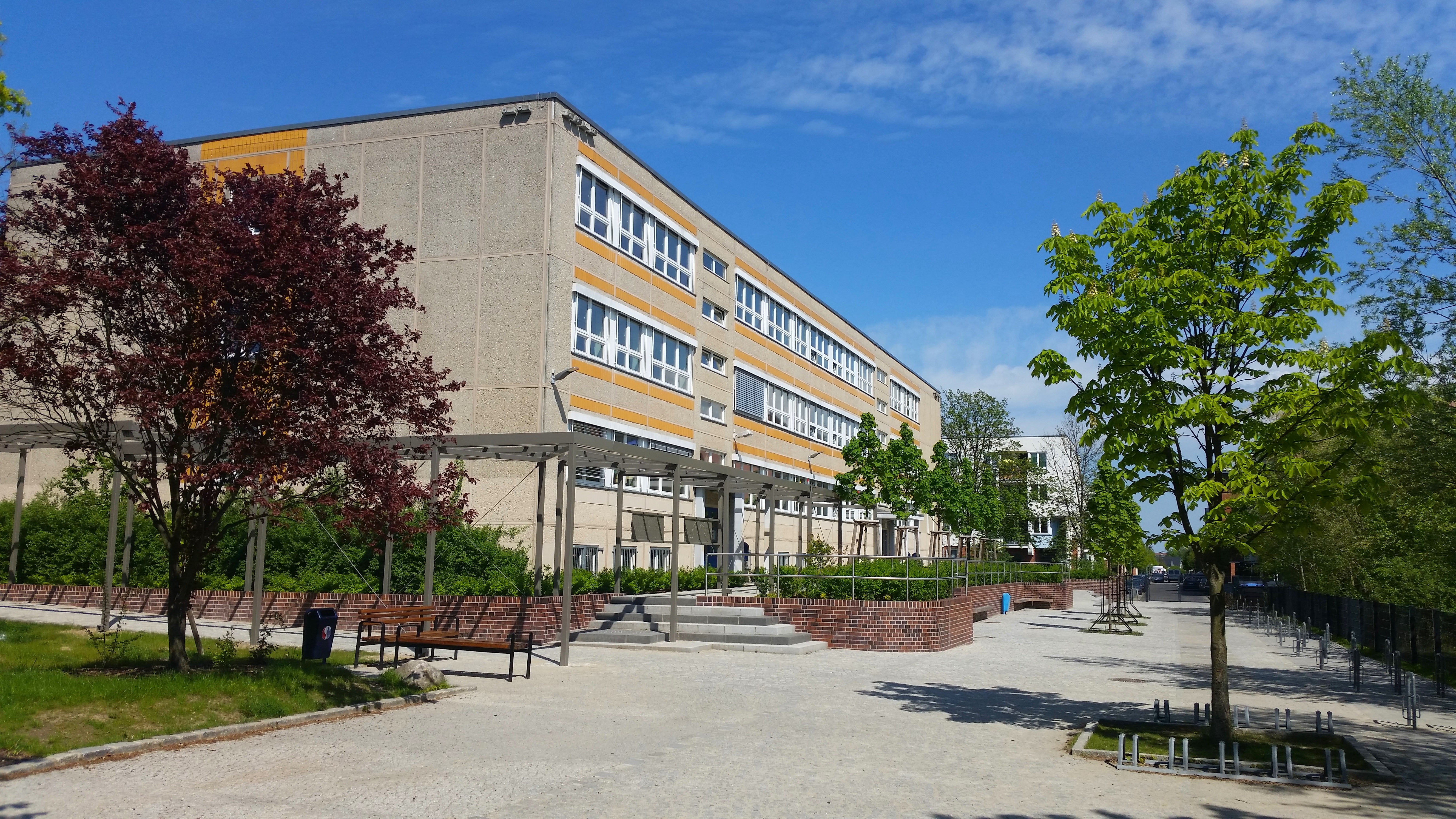
Haus 2 – Blick vom Schulhof
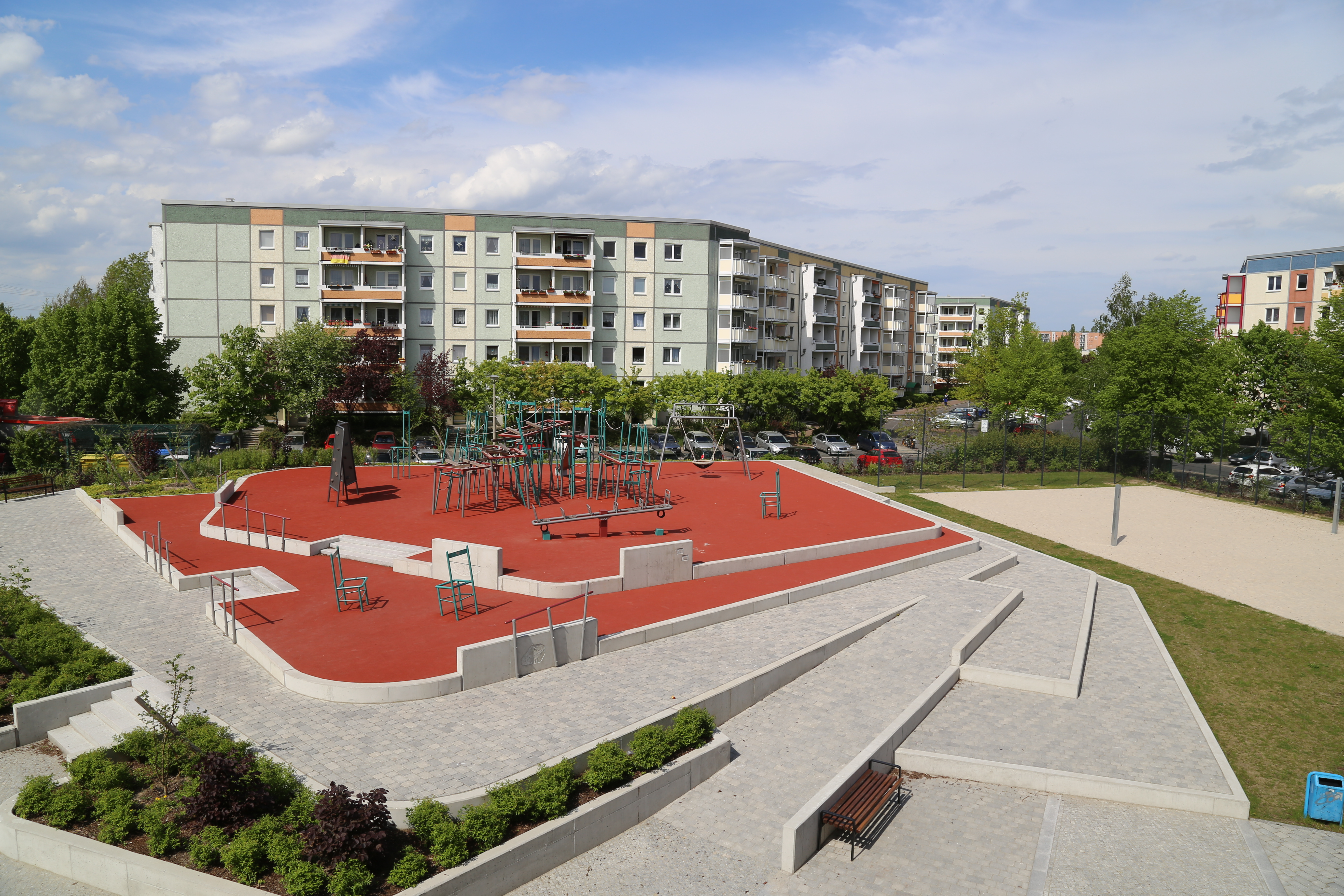
Spielplatz und Volleyball-Feld – Blick aus Haus 1
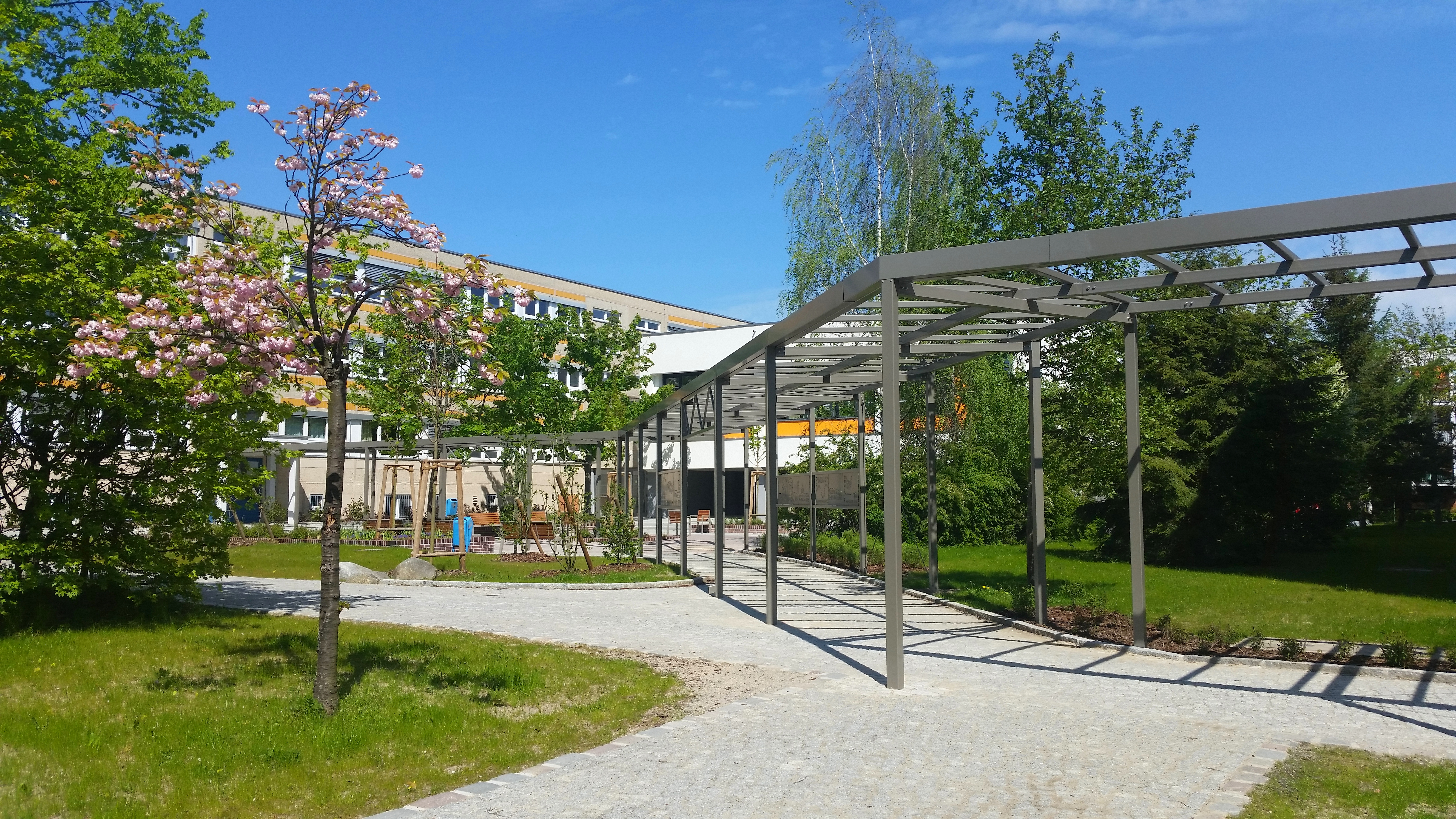
Haus 1 und Aula – Blick vom Schulhof
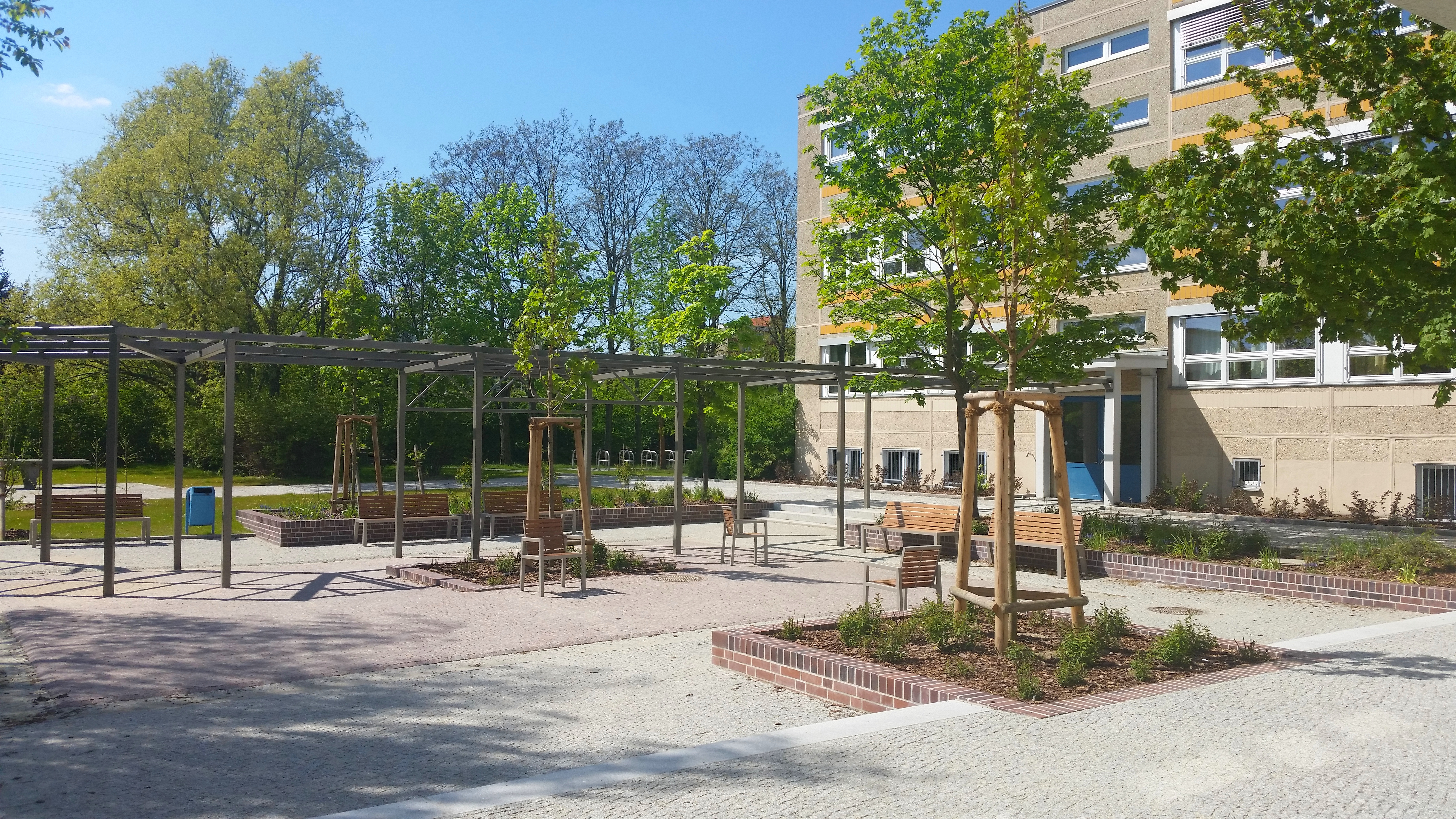
Schulhof vor Haus 1

## Preise und Auszeichnungen

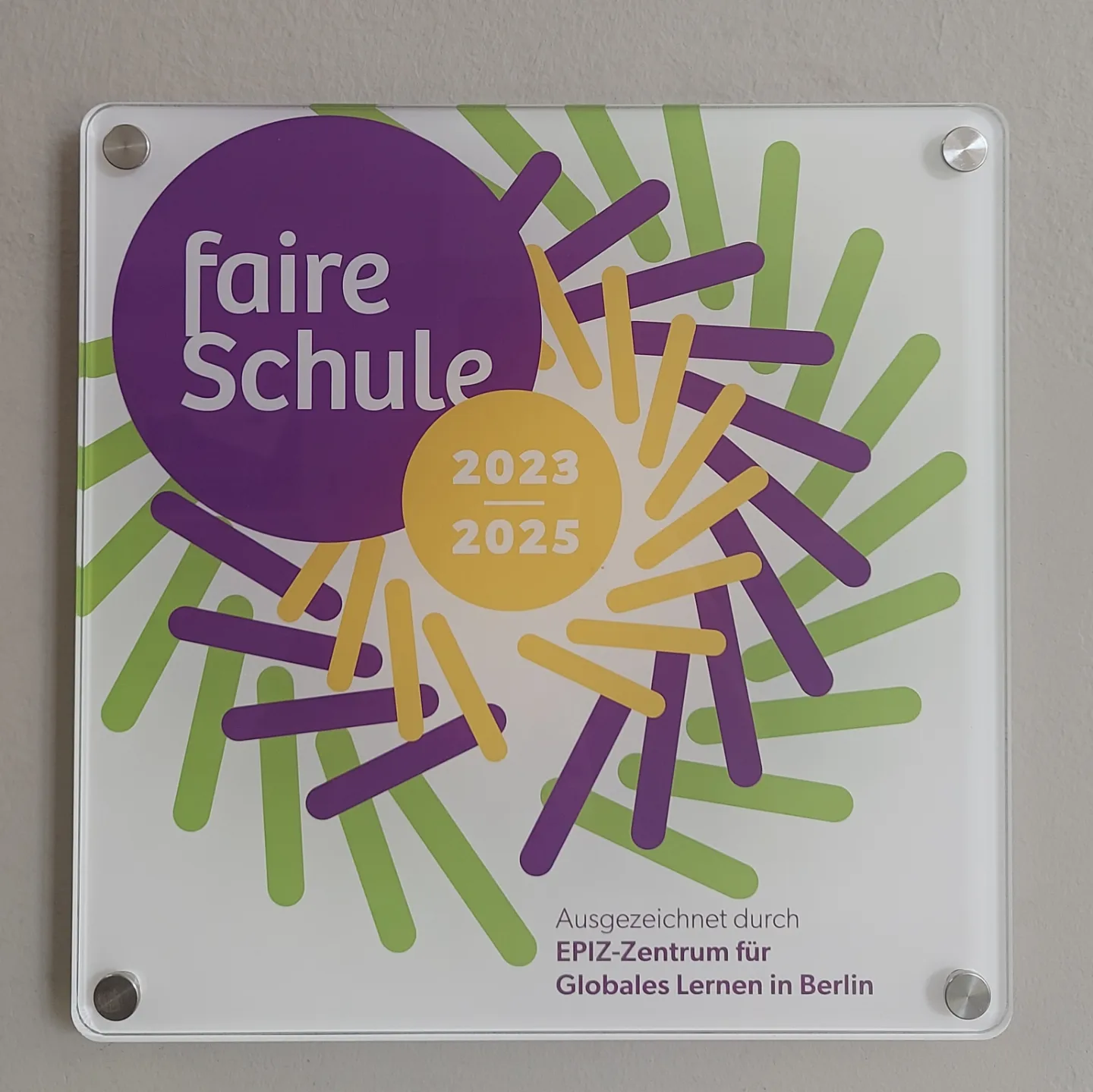
Auszeichnung der Fairen Schule

- Auszeichnung der Fairen SchuleSeit 2014 Qualitätssiegel für exzellente berufliche Orientierung[6]
- Auszeichnung als Faire Schule durch das EPIZ Berlin (ausgezeichnet 2015, 2017, 2019 und 2022)[7]
- Berliner Klima Schule 2016